# Loxococcus rupicola
Loxococcus
Genre
Espèce
Loxococcus rupicola, unique représentant du genre Loxococcus, est une espèce de plantes de la famille des Arecaceae (les Palmiers) et originaire du Sri Lanka.

## Répartition
Loxococcus rupicola est endémique du Sri Lanka et pousse principalement dans le biome tropical humide.

## Systématique
Le nom correct complet (avec auteur) de ce taxon est Loxococcus rupicola (Thwaites) H.Wendl. & Drude.
L'espèce a été initialement classée dans le genre Ptychosperma sous le basionyme Ptychosperma rupicola Thwaites.
Loxococcus rupicola a pour synonymes :
- Loxococcus rupicola (Thwaites) H.Wendl. & Drude ex Hook.f.
- Ptychosperma rupicola Thwaites

Le nom correct complet (avec auteur) du genre est Loxococcus H.Wendl. & Drude.

## Classification
- Sous-famille des Arecoideae
  - Tribu des Areceae